# Epoch (DC Comics)
Epoch, anche noto come Il Signore del Tempo, è un personaggio immaginario pubblicato dalla DC Comics. Comparve per la prima volta in Justice League of America n. 10 (marzo 1962) e fu creato dallo scrittore Gardner Fox e dall'illustratore Mike Sekowsky.

## Biografia del personaggio
Un potente essere dall'anno 3786, il Signore del Tempo attaccò la Justice League utilizzando un crono cubo per rimuovere la quarta dimensione, il tempo. Fin dalla sua prima sconfitta per mano della JLA, questo fuggitivo del futuro imparò a muoversi lateralmente e diagonalmente attraverso la storia, accedendo alle armate e agli armamenti di milioni di anni. Desiderò conquistare tempo e spazio. Per fare sì che il suo tentativo di governare tutte le realtà fosse un successo, fu in grado di eliminare gli avi della JLA, cancellandoli dall'esistenza. Ad un certo punto, il Signore del Tempo creò un momento congelato nella storia chiamato "Timepoint", e si sarebbe evoluto infine in un essere chiamato Epoch, che desiderò possedere il flusso temporale, cambiando gli eventi per ottenere potere.
Epoch sembrò morire nel crossover JLA/WildC.A.T.s. Tuttavia, ritornò di recente, ancora una volta come Signore del Tempo, nella serie The Brave and the Bold. Epoch comparve anche in Justice League of America 80-Page Giant n. 1 (novembre 2009), dove si batté con la JLA e scaraventò tutti i super eroi indietro nel tempo.

## Cronologia degli eventi
Qui di seguito compaiono le comparse del Signore del Tempo in ordine di pubblicazione. Se alcuni di questi eventi sono accaduti o sono stati cancellati a causa delle fluttuazioni temporali avvenute in Crisi sulle terre infinite, Ora Zero e Crisi infinita dipende dalle congetture.
Epoch arrivò a metà del XX secolo con un'armata di guerrieri da ere passate e dal future e si batté con la JLA per la prima volta. La battaglia ebbe breve durata a causa delle macchinazioni di Felix Faust e dei Demoniaci Tre, che portarono via la Justice League dopo che gli eroi sconfissero parte delle sue armate e della marina, mentre Batman e Flash giunsero nella sua base, e furono trasportati via prima di poterlo prendere.
La JLA ritornò per sconfiggere le varie armate del Signore del Tempo, e questi scappò nell'anno 3786 per recuperare le sue forze e ottenere altre armi, affermando alla JLA tramite una proiezione che non sarebbero stati in grado di trovarlo e che sarebbe ritornato nella loro epoca per governarla. La JLA fu però in grado di seguirlo e catturarlo dopo che Superman capì che aveva già visto l'anno in cui era diretto in un dispositivo simile a un orologio che il criminale indossava e utilizzò la sua memoria fotografica per ottenerla. Superman usò una bolla del tempo per viaggiare con gli altri Leaguers verso quell'epoca, dove trovò il Signore del Tempo grazie alla sua vista telescopica, e ne distrusse la nuova arma, prima che Lanterna Verde lo ammanettasse. Sulla strada per il ritorno alla propria epoca, furono di nuovo alle prese con i Demoniaci Tre nell'anno 2062, dopo aver avuto problemi nell'immettersi nel flusso temporale, ma riuscirono a sconfiggerli e a ritornare alla propria epoca dove il Signore del Tempo fu imprigionato.
Successivamente, il Signore del tempo tentò di conquistare di nuovo il XX secolo dopo essere evaso dalla sua cella, essere andato nel futuro e aver preso il controllo della mente di un suo soldato. Pianificò di far rubare al soldato degli articoli che avrebbero permesso al Signore del Tempo di riottenere il controllo sulle sue armi, poiché la JLA fece in modo che non potesse farlo dopo le sue sconfitte precedenti, e utilizzò un dispositivo che avrebbe invertito gli attacchi. Batman e Robin si scontrarono con lui a Gotham e avvisarono subito la Justice League, che inizialmente non fu in grado di battere il soldato sotto controllo mentale. Ma il Signore del Tempo fu nuovamente sconfitto dopo essere entrato nella loro epoca, e il soldato fu reso libero dal suo controllo.
Epoch reclutò i criminali Major Disaster e Diamondeth per tormentare il viaggiatore temporale Karate Kid della Legione dei Super-Eroi, che alla fine si ritrovò persino nel mondo del futuro apocalittico di Kamandi.
Utilizzando il computer super avanzato Eternity Brain per controllare il flusso del tempo per il successivo tentativo di conquista, anche se capì che avrebbe fermato il tempo e quindi distrutto l'universo in quanto non poteva essere fermato, e non poteva revocare gli ordini che aveva dato, il Signore del Tempo ordinò a Eternity Brain di strappare Jonah Hex, Miss Liberty, il Pirata Nero, Enemy Ace e il Principe Vichingo dalle rispettive epoche e diede loro poteri incrementati così da poterli scagliare contro la JLA e la JSA durante il loro incontro annuale, sperando che potessero spegnere il dispositivo attirandoli nel suo castello. Le due squadre furono sconfitti nella prima battaglia dagli eroi potenziati, che furono quindi trasportati nella base del Signore del Tempo, un castello in uno spazio dimensionale diverso intorno all'anno 3786- Un gruppo di eroi colse la traccia verso il castello del Signore del Tempo usando il tapis roulant cosmico di Flash dopo aver identificato la traccia che li portò all'anno esatto. Gli altri eroi furono sconfitti e imprigionati. L'Eternity Brain utilizzò le proprie difese per richiamare esseri da diverse epoche perché si scontrassero con loro. Con pochi secondi a disposizione, Elongated Man, che fu in grado di contorcersi a sufficienza da passare attraverso la griglia di laser protettivi del castello, distrusse l'Eternity Brain.
Il Signore del Tempo inviò Lanterna Verde, Zatanna, Elongated Man e Flash in Arizona nell'anno 1878 a prevenire la devastazione causata da un grappolo di energia anti-materiale. Il Signore del Tempo volle che quell'energia venisse salvata così da poterla utilizzare per i propri scopi e fece in modo che la JLA riuscisse nell'impresa.

### I Sei
Nell'anno 1.000.000.000 d.C. alla fine del mondo, il Signore del Tempo cercò rifugio, ora stanco della sua ricerca di governare tempo e spazio. Utilizzando il proprio materiale genetico, creò una famiglia per alleviare la sua solitudine. Ebbe sei figli a sua immagine e una figlia di nome Olanda, che amava sopra i suoi figli. I suoi ragazzi ereditarono la sete di potere del proprio padre e si ribellarono a lui rubando il cuo crono-cubo. Autonominandosi i "Sei", radunarono armi da diverse ere per dichiarargli guerra per timore che presto li avrebbe puniti. Mesi dopo l'inizio della guerra, Acciaio (Hank Heywood III) giunse in quest'epoca dopo esserci stato catapultato dal super criminale Warp durante la Crisi. Un Signore del Tempo molto vecchio e Olanda chiesero il suo aiuto per rimettere il Signore del Tempo nel crono-cubo così che potesse tornare indietro nel tempo e prevenire la creazione dei propri figli. Riuscì a spazzare via i Sei dall'esistenza e Acciai passò il tempo con Olanda per un'indeterminata quantità di tempo prima di ritornare alla propria epoca.

### Epoch
Il Signore del Tempo incontrò il Nemico del Tempo proprio mentre l'intero universo stava affrontando l'Ora Zero.
Indossando una tuta da battaglia futuristica e ora rinominatosi Epoch, viaggiò nel passato per spazzare via i membri della JLA nell'età infantile, ma la JLA corrente, usando il suo crono-cubo, lo inseguì per prevenire il suo piano. Un atterraggio di fortuna dovuto a un guasto nel computer del crono-cubo li scagliò nell'Universo WildStorm, dove incontrarono i WildC.A.T.s.. Questa squadra si unì alla JLA per aiutarli a ritornare nella propria epoca così da fermare Epoch, che ora conquistò la Terra grazie all'assenza della JLA. I WildC.A.T.s. sconfissero Epoch, che passò delle settimane a pianificare stratagemmi per sconfiggere la JLA e fu così preso totalmente con la guardia abbassata dalla nuova squadra, e fu quindi trasportato all'inizio del tempo dove fu colto nell'esplosione del Big Bang.
Epoch incontrò l'Hourman androide e lo intrappolò nel Timepoint.
Il Signore del Tempo si scontrò sia con Batman che con il nuovo Blue Beetle (Jaime Reyes).
Epoch si batté con la JLA ancora una volta e inviò i suoi membri in diverse ere. Furono riportati indietro grazie a Snapper Carr con l'aiuto di Time Commander.
Epoch si scontrò con le versioni One Million di Batman e Superman. Fuggì indietro nel tempo e affrontò i Superman, Batman e Robin originali, più o meno nel periodo in cui Dick Grayson era alla Hudson University. Dopo questa sconfitta fuggì nella linea temporale; tuttavia, il danno alla sua clessidra significò che si era confrontato ripetutamente con diverse squadre di Superman/Batman, inclusi Superman Secondus e Damian Wayne di un futuro vicino; Kent Shakespeare e Brane Taylor del 31º secolo; e un Superman e un Batman ignoti del 45º secolo, prima di ritrovarsi nel 853º secolo.

### JLA vs. Vendicatori
- Nel crossover originale cancellato del 1980 JLA vs. Vendicatori di George Pérez, Epoch e Kang il Conquistatore furono gli antagonisti principali nei piani contro la JLA e i Vendicatori[16]. Lo schizzo fu incorporato in un pannello di Vendicatori/JLA n. 3 a suggerire una linea temporale fasulla creata dalla distorsione temporale di Krona, in cui i due si batterono l'un l'altro nella ricerca dell'Uovo cosmico.

## Timepoint
Il "Timepoint" è una prigione per i super eroi dell'Universo DC che viaggiano nel tempo. Epoch lo creò al fine di fermare altri dal creare fluttuazioni temporali, così da governare tutto il tempo. Si tratta di un momento congelato ne tempo dell'assassinio del Presidente John F. Kennedy. L'Hourman androide, Snapper Carr e la sua ex-moglie Bethany vi si trovarono intrappolati una volta. L'Hourman androide utilizzò questo posto per salvare la vita di Rick Tyler finché non trovò un modo per curarlo da una malattia aliena non identificata. Più avanti, l'androide strappò Rex Tyler dal momento della sua morte durante l'Ora Zero e ve lo mise perché agisse da consigliere per Rick per un'ora.